# Yūzō Tashiro
Yūzō Tashiro (田代 有三 Tashiro Yūzō?) (Fukuoka; 22 de julio de 1982) es un futbolista japonés que se desempeña como delantero en el Cerezo Osaka.

## Clubes
Actualizado al último partido jugado el 15 de marzo de 2014.
| Club                       | País  | Año         | Partidos (Liga) | Goles (Liga) |
| -------------------------- | ----- | ----------- | --------------- | ------------ |
| Oita Trinita               | Japón | 2003        | 1               | 0            |
| Sagan Tosu                 | Japón | 2004        | 10              | 1            |
| Kashima Antlers            | Japón | 2005 - 2011 | 115             | 30           |
| Montedio Yamagata (cedido) | Japón | 2010        | 29              | 10           |
| Vissel Kobe                | Japón | 2014        | 66              | 15           |
| Cerezo Osaka               | Japón | 2015 -      |                 |              |

## Palmarés

### Campeonatos nacionales
| Título               | Club            | País  | Año  |
| -------------------- | --------------- | ----- | ---- |
| J. League Division 1 | Kashima Antlers | Japón | 2007 |
| Copa del Emperador   | Kashima Antlers | Japón | 2007 |
| J. League Division 1 | Kashima Antlers | Japón | 2008 |
| Supercopa de Japón   | Kashima Antlers | Japón | 2009 |
| J. League Division 1 | Kashima Antlers | Japón | 2009 |
| Copa J. League       | Kashima Antlers | Japón | 2011 |